# Wierden
Wierden – gmina w północnej Holandii, w prowincji Overijssel.

## Miejscowości
Miejscowości wchodzące w skład gminy:
- Wierden (15 000 mieszkańców)
- Enter (około 7 000 mieszkańców)
- Hoge Hexel (około 1 000 mieszkańców)
- Notter (około 600 mieszkańców)
- Zuna (ponad 300 mieszkańców)
- Rectum (400 mieszkańców)
- IJpelo (ponad 300 mieszkańców)

## Współpraca
Miejscowość partnerska:
- Maldegem, Belgia